# Fantasi
 Denne artikel bør gennemlæses af en person med fagkendskab for at sikre den faglige korrekthed.

Fantasi er at forestille sig noget som enten kunne findes eller slet ikke findes. Fantasi er en væsentlig del af al kreativ skaben indenfor både kunst og videnskab. Det er kun mennesker (og måske nogle chimpanser) der har fantasi[kilde mangler] – fantasi fordrer evnen til at se ting for sig, der ikke findes og evnen til at opstille hypoteser om, hvad der kunne ske, hvis man foretog sig noget anderledes end man har gjort før. Den der har for meget fantasi, kaldes en fantast.
Fantastisk litteratur er en genre, som har elementer med, der kun findes i fantasien.

## Afledte betydninger
- Fantasia, en tegnefilm fra Disney, som findes i to udgaver; Fantasia (1940) og Fantasia 2000.
- Fantásien, et eventyrland i Den uendelige historie af Michael Ende.
- Fantasia er også navnet på et dansk poporkester.

| Fiktion | Spire Denne artikel om en historie eller noget fiktivt er en spire som bør udbygges. Du er velkommen til at hjælpe Wikipedia ved at udvide den. |